# 國際郵件中心

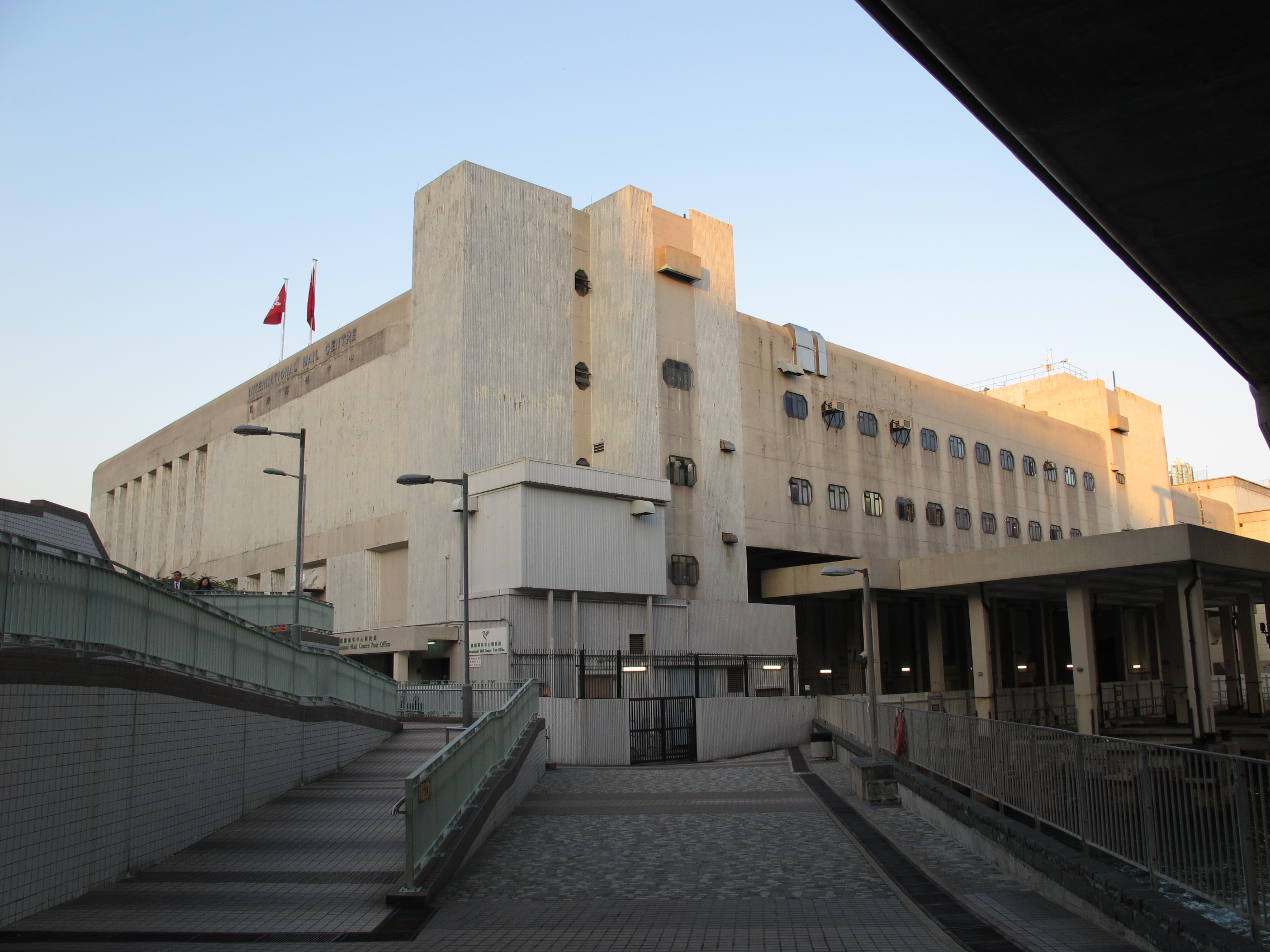
國際郵件中心（2012年）

國際郵件中心（英語：lnternational Mail Centre），是昔日香港郵政處理國際郵件的的辦公大樓，位於香港九龍油尖旺區尖沙咀紅磡灣梳士巴利道，鄰近港鐵前紅磡貨場，樓面總面積達13,160平方米。國際郵件中心於1980年6月起運作，於2010年代基於沙田至中環綫的興建，國際郵件中心受到影響而被拆卸，於2013年重置到九龍灣宏展街，並改名為中央郵件中心（Central Mail Centre）。新郵件中心樓高6層，總樓面積達21,000平方米，工程於2011年7月展開，於2012年12月18日平頂，於2013年落成，與設於郵政總局處理本地郵件的的揀信組合併。

## 歷史
國際郵件中心一直與郵政總局一同處理航空郵件，直至1998年7月6日位於香港國際機場的空郵中心啟用為止，後來主要負責處理來往中國大陸的郵件。
2010年代，由於興建沙田至中環綫，加上港鐵貨運服務於2010年6月15日駛出尾班郵政列車後停止營運，國際郵件中心被拆卸，在九龍灣宏展街重新設置。2013年12月至2014年3月期間，國際郵件中心不同組別陸續地搬遷往至新地址。
2014年3月8日，國際郵件中心內的郵政局為配合沙中線的興建，於營業時間過後暫時關閉，直至覓得另一合適地點並裝修妥當可供遷置為止。
目前，國際郵件中心原址已改建為屯馬綫紅磡至尖東段的新隧道入口，以及進出紅磡列車停放處的渡線。

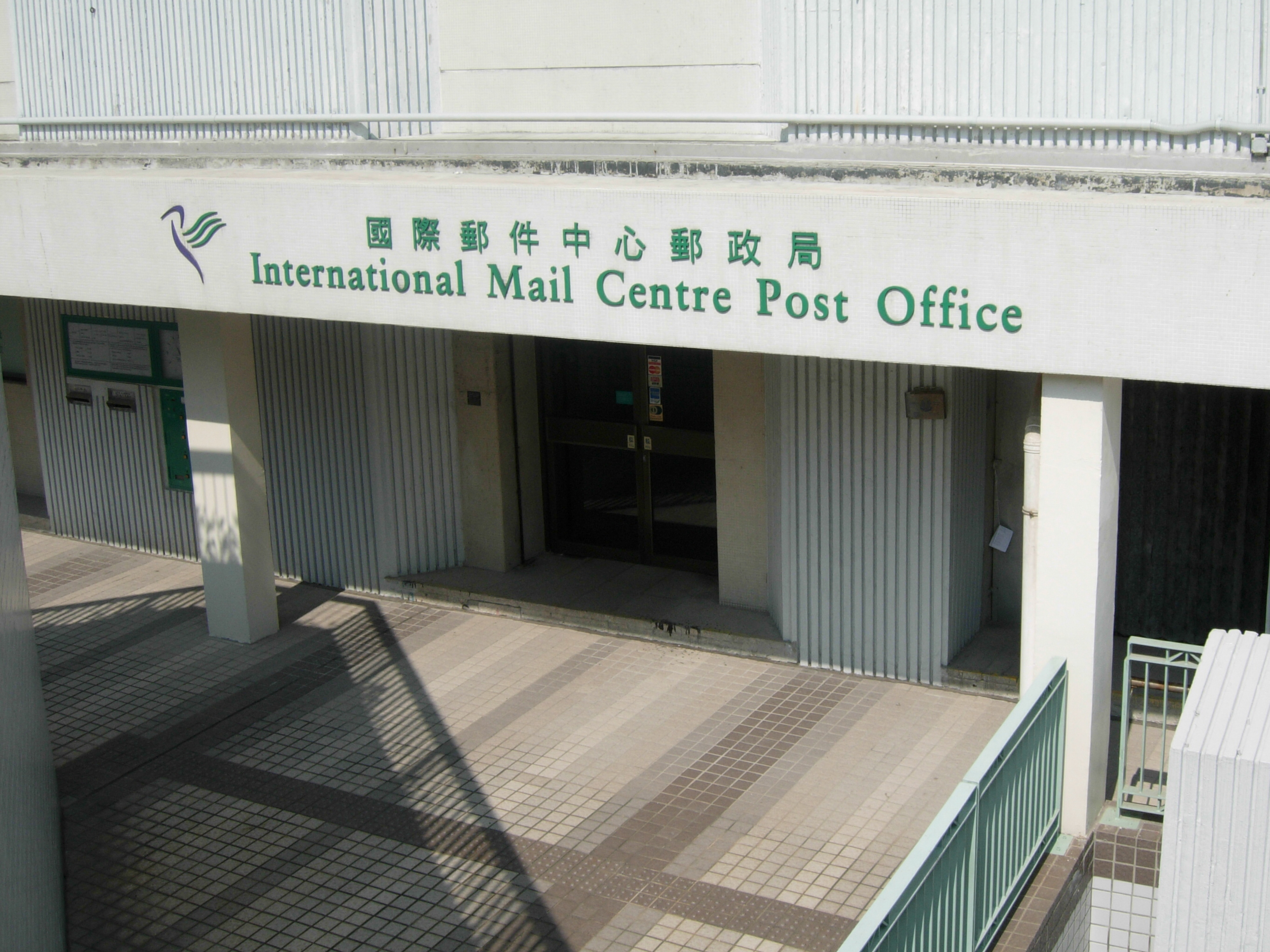
國際郵件中心郵政局
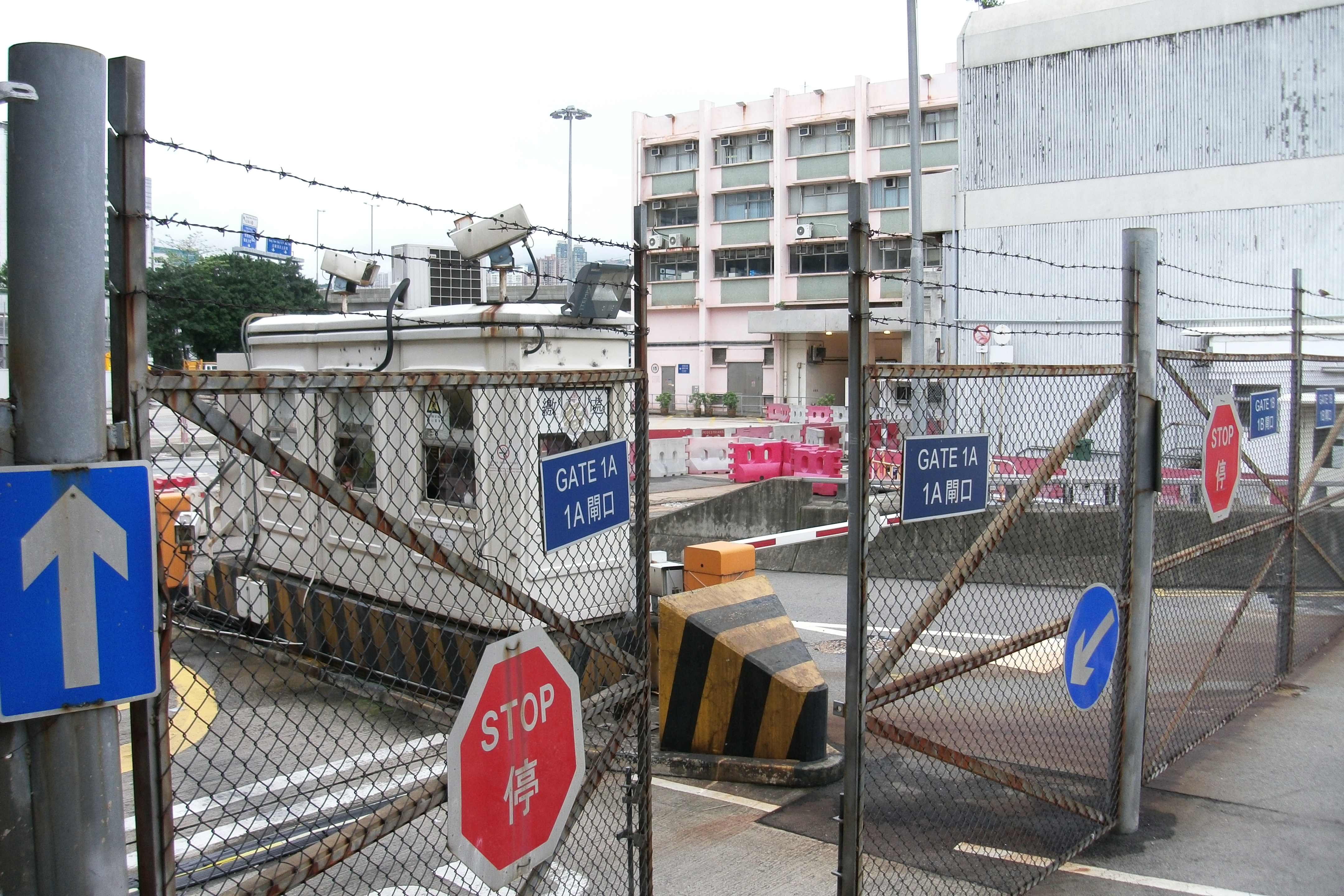
現已封閉的港鐵紅磡貨場南面入口；右方白色建築為國際郵件中心，鐵路郵政車可直達
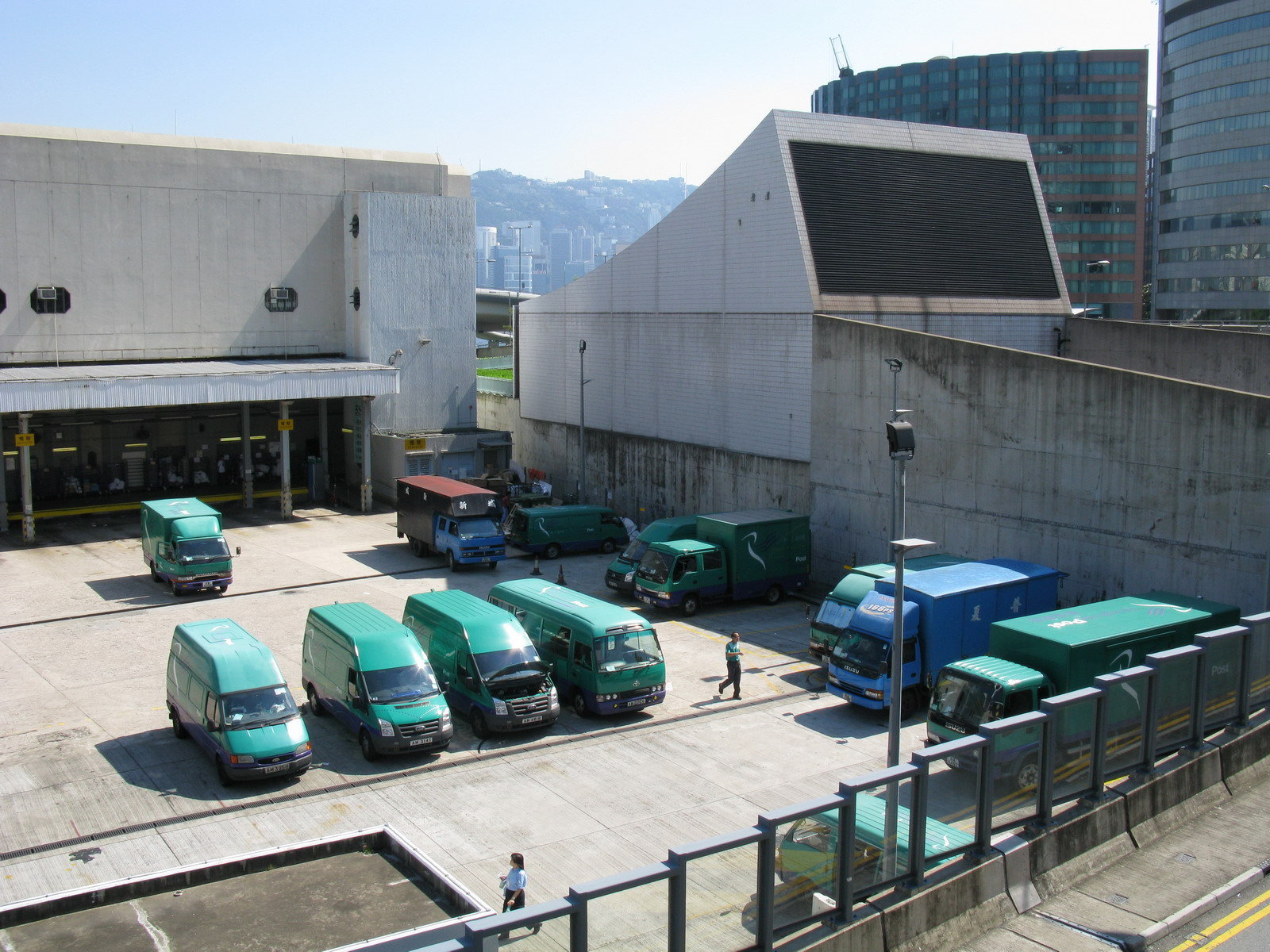
國際郵件中心郵政車